# R-7 (Montenegro)
De R-7 of Regionalni Put 7 is een regionale weg in Montenegro. De weg loopt van Most Zeleni naar de grens met Servië bij Buča en is 28 kilometer lang. In Servië loopt de weg verder als R118b naar Tutin.